# Río Cruz del Eje
El río Cruz del Eje tiene una cuenca hidrográfica activa de 1700 km², con una abundancia absoluta de 3 m³/s y está formado por la unión de los ríos San Marcos, Quilpo y Candelaria.

## Nacientes

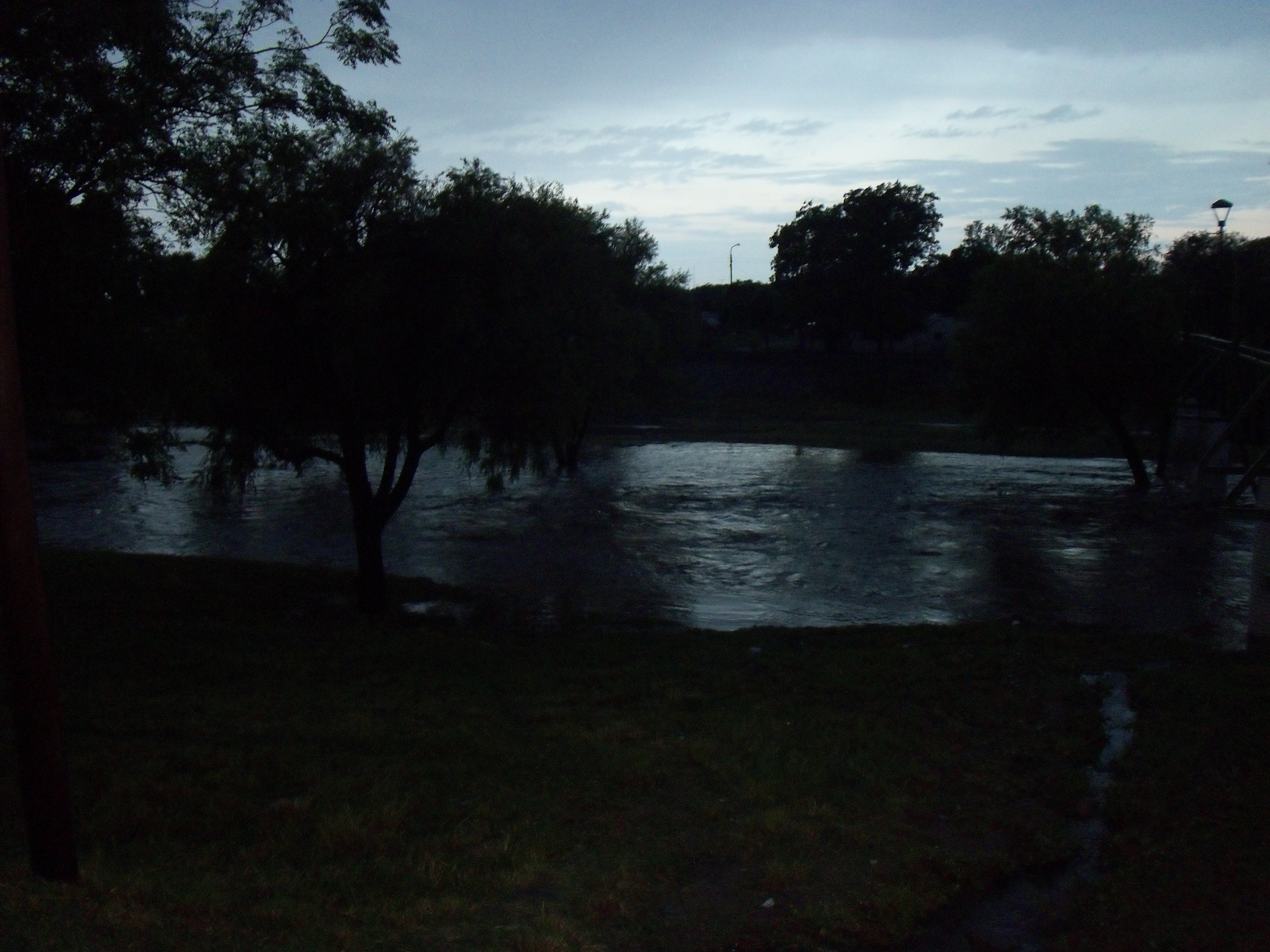
Crecida en el río Cruz del Eje tras la tormenta del 31 de enero de 2012.

El río San Marcos recibe las aguas de la vertiente occidental de la sierra Chica, sierra de Cuniputo y Sierra de Copacabana. Las nacientes de los cursos de este río se encuentran en la divisoria de aguas de la cuenca del río Suquía, al sur de la localidad de La Cumbre (Córdoba).
Los más conocidos son el arroyo Cruz Grande y Cruz Chica, el río San Jerónimo donde se encuentra el dique homónimo. Este se une al arroyo Balata formando el río San Ignacio, que luego cambia de denominación a río Dolores. Este último recibe los aportes del río Calabalumba, a la altura de la localidad de Capilla del Monte, y más adelante cambia de rumbo norte a oeste recibiendo lo aportes del arroyo Quebrada de la Luna, ya desde aquí, se llama río San Marcos, que deja sus aguas en el embalse Cruz del Eje.
Otro río que aporta sus aguas al río Cruz del Eje es el río Quilpo, formado por la unión de los ríos Pintos y San Gregorio en la parte norte del cordón central de las sierras Grandes. Estos corren en forma más o menos paralela, desde sus nacientes al norte del cerro los Gigantes en la Pampa de San Luis, con sentido nordeste en el departamento Cruz del Eje. Los principales tributarios de este río son los arroyos Aguas Turbias, los Ranchos, Cañada del Coro, Perchel, además es límite entre los departamentos Punilla y Cruz del Eje.
El río de la Candelaria es el tributario ubicado más al oeste que posee el río Cruz del Eje, en su recorrido recibe el aporte del arroyo de las Lechuzas en su margen derecho.

## Ríos con pendiente hacia el oeste
Río Cruz del Eje, río de Soto y río Pichanas que derraman hacia la depresión de las Salinas Grandes.